# ساداسیوپت
ساداسیوپت (به انگلیسی: Sadasivpet) یک منطقهٔ مسکونی در هند است که در بخش میدک واقع شده‌است. ساداسیوپت ۲۱٫۷۰ کیلومتر مربع مساحت دارد ۵۳۴ متر بالاتر از سطح دریا واقع شده‌است.